# Zeitnot

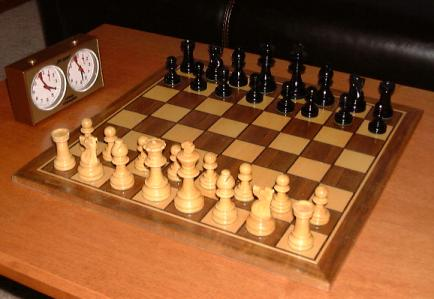
Una scacchiera con a fianco un orologio da scacchi

Zeitnot (termine di origine tedesca) nel gioco degli scacchi indica una situazione in cui un giocatore si ritrova ad avere pochissimo tempo per completare le sue mosse; può essere momentaneo nel caso in cui le partite vengano giocate con una formula che prevede aggiunte di tempo, o definitivo se il tempo è unico e non prevede aggiunte.

## Tipologie

### Momentaneo
Se ad esempio si gioca con la formula (usata in molti tornei professionistici) di 2 ore più mezz'ora, il giocatore ha a disposizione 2 ore per portare a termine le prime 40 mosse, se lo fa ha diritto ad altri 30 minuti altrimenti perde per tempo, nel caso in cui un giocatore si trovasse a pochi secondi dal termine delle due ore avendo compiuto solo 35 mosse, egli sarebbe costretto a giocare molto rapidamente le 5 mosse successive per poter ottenere la mezz'ora supplementare, questa rapidità ovviamente comporta minore attenzione sulle mosse eseguite.

### Definitivo
Lo Zeitnot definitivo è quello in cui non si ha più la possibilità di aggiungere del tempo al proprio orologio, questo accade nelle gare a tempo fisso oppure se si ha già consumato i bonus di tempo ottenuti.

## Perdere per Zeitnot
Nel caso un giocatore stia giocando una partita in cui è in netto vantaggio ma a corto di tempo, questi sarà costretto a dare scacco matto il più rapidamente possibile per evitare di perdere la partita per tempo, viceversa l'avversario cercherà di sfuggire il più a lungo possibile alla cattura del re facendo perdere all'avversario del tempo prezioso complicando la posizione oppure con scacchi al re inutili ai fini del gioco ma preziosi per far perdere all'avversario quei pochi secondi che potrebbero rivelarsi fatali. Quando un giocatore esaurisce il tempo in una posizione ancora non ben delineata si dice che ha perso per tempo, ma se il giocatore esaurisce il tempo in una partita in cui stava nettamente vincendo e gli sarebbe bastato poco tempo in più per vincere, allora si dice che ha perso per zeitnot. Ciò serve a differenziare i due casi e consegnare l'onore delle armi al perdente.